# Europameisterschaften im Gewichtheben 1986
Die 64. Europameisterschaften im Gewichtheben der Männer fanden vom 7. Mai bis 12. Mai 1986 im deutschen Karl-Marx-Stadt statt, an der 130 Aktive aus 22 Ländern teilnahmen.

## Ergebnisse

### Klasse bis 52 kg (Fliegengewicht)
Mittwoch: 7. Mai 1986
| Disziplin | Gold             | Gold         | Silber           | Silber   | Bronze          | Bronze   |
| --------- | ---------------- | ------------ | ---------------- | -------- | --------------- | -------- |
| Reißen    | Jacek Gutowski   | 110,0 kg 000 | Sewdalin Marinow | 110,0 kg | Teodor Jacob    | 107,5 kg |
| Stoßen    | Sewdalin Marinow | 135,0 kg     | Jacek Gutowski   | 132,5 kg | Bernard Piekorz | 125,0 kg |
| Zweikampf | Sewdalin Marinow | 245,0 kg     | Jacek Gutowski   | 242,5 kg | Bernard Piekorz | 230,0 kg |

### Klasse bis 56 kg (Bantamgewicht)
Mittwoch: 7. Mai 1986
| Disziplin | Gold           | Gold         | Silber         | Silber   | Bronze        | Bronze   |
| --------- | -------------- | ------------ | -------------- | -------- | ------------- | -------- |
| Reißen    | Neno Tersijski | 122,5 kg 000 | Oksen Mirsojan | 120,0 kg | Mitko Grablew | 117,5 kg |
| Stoßen    | Neno Tersijski | 162,5 kg 000 | Oksen Mirsojan | 160,0 kg | Mitko Grablew | 157,5 kg |
| Zweikampf | Neno Tersijski | 285,0 kg 000 | Oksen Mirsojan | 280,0 kg | Mitko Grablew | 275,0 kg |

### Klasse bis 60 kg (Federgewicht)
Donnerstag: 8. Mai 1986
| Disziplin | Gold             | Gold         | Silber          | Silber       | Bronze       | Bronze   |
| --------- | ---------------- | ------------ | --------------- | ------------ | ------------ | -------- |
| Reißen    | Naum Schalamanow | 145,0 kg 000 | Jurik Sarkisjan | 130,0 kg 000 | Andreas Letz | 135,0 kg |
| Stoßen    | Naum Schalamanow | 187,5 kg     | Jurik Sarkisjan | 165,0 kg 000 | Andreas Letz | 155,0 kg |
| Zweikampf | Naum Schalamanow | 332,5 kg     | Jurik Sarkisjan | 295,0 kg 000 | Andreas Letz | 285,5 kg |

### Klasse bis 67,5 kg (Leichtgewicht)
Donnerstag: 8. Mai 1986
| Disziplin | Gold         | Gold     | Silber         | Silber   | Bronze       | Bronze   |
| --------- | ------------ | -------- | -------------- | -------- | ------------ | -------- |
| Reißen    | Andreas Behm | 152,5 kg | Michail Petrow | 152,5 kg | Joachim Kunz | 142,5 kg |
| Stoßen    | Andreas Behm | 195,0 kg | Michail Petrow | 192,5 kg | Joachim Kunz | 187,5 kg |
| Zweikampf | Andreas Behm | 347,5 kg | Michail Petrow | 345,0 kg | Joachim Kunz | 330,0 kg |

### Klasse bis 75 kg (Mittelgewicht)
Freitag: 9. Mai 1986
| Disziplin | Gold               | Gold     | Silber             | Silber   | Bronze           | Bronze   |
| --------- | ------------------ | -------- | ------------------ | -------- | ---------------- | -------- |
| Reißen    | Andrei Socaci      | 160,0 kg | Alexander Warbanow | 160,0 kg | Borislaw Gidikow | 157,5 kg |
| Stoßen    | Alexander Warbanow | 212,5 kg | Borislaw Gidikow   | 200,0 kg | Andrei Socaci    | 190,0 kg |
| Zweikampf | Alexander Warbanow | 372,5 kg | Borislaw Gidikow   | 357,5 kg | Andrei Socaci    | 350,0 kg |

### Klasse bis 82,5 kg (Leichtschwergewicht)
Freitag: 9. Mai 1986
| Disziplin | Gold             | Gold     | Silber       | Silber   | Bronze           | Bronze   |
| --------- | ---------------- | -------- | ------------ | -------- | ---------------- | -------- |
| Reißen    | Israel Arsamakow | 170,0 kg | Assen Slatew | 167,5 kg | Constantin Urdas | 165,0 kg |
| Stoßen    | Israel Arsamakow | 212,5 kg | Assen Slatew | 207,5 kg | Constantin Urdas | 205,0 kg |
| Zweikampf | Israel Arsamakow | 382,5 kg | Assen Slatew | 375,0 kg | Constantin Urdas | 370,0 kg |

### Klasse bis 90 kg (Mittelschwergewicht)
Sonnabend: 10. Mai 1986
| Disziplin | Gold             | Gold         | Silber          | Silber   | Bronze          | Bronze   |
| --------- | ---------------- | ------------ | --------------- | -------- | --------------- | -------- |
| Reißen    | Anatoli Chrapaty | 180,0 kg 000 | Zoltan Balaszfi | 180,0 kg | Wiktor Solodow  | 175,0 kg |
| Stoßen    | Anatoli Chrapaty | 230,0 kg     | Wiktor Solodow  | 220,0 kg | Rumen Teodosiew | 220,0 kg |
| Zweikampf | Anatoli Chrapaty | 410,0 kg     | Wiktor Solodow  | 395,0 kg | Rumen Teodosiew | 392,5 kg |

### Klasse bis 100 kg (1. Schwergewicht)
Sonnabend: 10. Mai 1986
| Disziplin | Gold      | Gold     | Silber          | Silber   | Bronze      | Bronze   |
| --------- | --------- | -------- | --------------- | -------- | ----------- | -------- |
| Reißen    | Nicu Vlad | 187,5 kg | Alexander Popow | 175,0 kg | René Wyßuwa | 175,0 kg |
| Stoßen    | Nicu Vlad | 230,0 kg | Alexander Popow | 222,5 kg | János Bökfi | 210,0 kg |
| Zweikampf | Nicu Vlad | 417,5 kg | Alexander Popow | 397,5 kg | René Wyßuwa | 385,0 kg |

### Klasse bis 110 kg (2. Schwergewicht)
Sonntag: 11. Mai 1986
| Disziplin | Gold               | Gold     | Silber         | Silber   | Bronze              | Bronze   |
| --------- | ------------------ | -------- | -------------- | -------- | ------------------- | -------- |
| Reißen    | Juri Sacharewitsch | 195,0 kg | Sergey Nagirny | 185,0 kg | Norberto Oberburger | 180,0 kg |
| Stoßen    | Juri Sacharewitsch | 235,0 kg | Sergey Nagirny | 225,0 kg | Norberto Oberburger | 220,0 kg |
| Zweikampf | Juri Sacharewitsch | 430,0 kg | Sergey Nagirny | 410,0 kg | Norberto Oberburger | 400,0 kg |

### Klasse über 110 kg (Superschwergewicht)
Sonntag: 11. Mai 1986
| Disziplin | Gold             | Gold     | Silber           | Silber   | Bronze          | Bronze   |
| --------- | ---------------- | -------- | ---------------- | -------- | --------------- | -------- |
| Reißen    | Antonio Krastew  | 207,5 kg | Leonid Taranenko | 195,0 kg | Senno Salzwedel | 185,0 kg |
| Stoßen    | Leonid Taranenko | 242,5 kg | Antonio Krastew  | 242,5 kg | Senno Salzwedel | 235,0 kg |
| Zweikampf | Antonio Krastew  | 450,0 kg | Leonid Taranenko | 437,5 kg | Senno Salzwedel | 420,0 kg |

### Medaillenspiegel
| Rang   | Land                            | Gold | Silber | Bronze | Gesamt |
| ------ | ------------------------------- | ---- | ------ | ------ | ------ |
| 1      | Bulgarien                       | 5    | 1      | 2      | 10     |
| 2      | Sowjetunion                     | 3    | 6      | 0      | 9      |
| 3      | Deutsche Demokratische Republik | 1    | 0      | 4      | 5      |
| 4      | Rumänien                        | 1    | 0      | 2      | 3      |
| 5      | Polen                           | 0    | 1      | 1      | 2      |
| 6      | Italien                         | 0    | 0      | 1      | 1      |
| Gesamt | Gesamt                          | 10   | 10     | 10     | 30     |